# Tornerose var et vakkert barn
Tornerose var et vakkert barn er en film instrueret af Jytte Rex efter manuskript af Kirsten Justesen.

## Handling
En kvindefilm lavet i nært samarbejde mellem kvinder, som - gennem situationer, de selv har valgt at beskrive i filmen - dels træder ud af det anonyme rollemønster og dels røber en identitet, der har overlevet alle samfunds-normernes undertrykkelsesforsøg. En film, der handler om længsel. Kvinder lever uafbrudt og vil overleve alle blodbade, og de ved, at med sikkerheden forsvinder højdepunkterne.